# أفعال العباد
مبحث أفعال العباد في كتب العقيدة الإسلامية هو المبحث المختص بالإجابة عن السؤال الشهير: (هل الإنسان مسير أو مخير) هل هو حر أو مجبر على أفعاله؟ بمعنى آخر: هل الإنسان يخلق أفعاله أم أنها مخلوقة لله؟ أجمع المسلمون على أن الله خلق أفعال العباد، واستدلوا بقوله تعالى ﴿وَاللَّهُ خَلَقَكُمْ وَمَا تَعْمَلُونَ ۝٩٦﴾ [الصافات:96] وذهبت المعتزلة إلى أن الإنسان هو الذي يخلق أفعاله وليس الله، وهذا هو الأصل الثاني من الأصول الخمسة ويسمونه «العدل» وهو امتداد لمعضلة الخير والشر القديمة عند الفلاسفة المسلمين وغيرهم، وهل الإنسان يخلق الشر أم أنه من خلق الله. ولكن أهل السنة يرون أن الله يأذن بوقوع الشر، ولا يقع في كون الله إلا ما يريد، فإذا فعل الإنسان الشر كان هذا بإرادته لا جبراً. يقول محمد ماضي أبو العزائم: الإنسان مسير ومخير، مسير فيما لا يعلم، ومخير فيما يعلم.

## هل الفاعل هو الله أو الإنسان
الفعل مشترك بين الله والعبد، لأن الإنسان هو أكمل مظهر لله، فالموحد: من لا يشغله شأن في مظهر الصور الكونية المخلوقة عن شأن ظهور الحق في أسمائه وصفاته.
والقرآن أحياناً ينفى الأسباب الممكنات إظهارا للقدرة واثباتا للتوحيد ﴿فَلَمْ تَقْتُلُوهُمْ وَلَكِنَّ اللَّهَ قَتَلَهُمْ وَمَا رَمَيْتَ إِذْ رَمَيْتَ وَلَكِنَّ اللَّهَ رَمَى وَلِيُبْلِيَ الْمُؤْمِنِينَ مِنْهُ بَلَاءً حَسَنًا إِنَّ اللَّهَ سَمِيعٌ عَلِيمٌ ۝١٧﴾ [الأنفال:17]
وفي أحيان أخرى يثبت الأواسط والأسباب إظهارا للحكمة التي اقتضت أن تكون الحادثات الممكنة مؤثرة بقوة أودعها الله فيها وتأثيرها إنما هو بإذنه تعالى قال تعالى ﴿قَاتِلُوهُمْ يُعَذِّبْهُمُ اللَّهُ بِأَيْدِيكُمْ وَيُخْزِهِمْ وَيَنْصُرْكُمْ عَلَيْهِمْ وَيَشْفِ صُدُورَ قَوْمٍ مُؤْمِنِينَ ۝١٤﴾ [التوبة:14]
فالله تعالى: أخفى قدرته في جميع ما أظهر فيه حكمته، فظهرت حكمته في الأشياء لرجوع الأمر كله إليه، وبطنت قدرته في الأشياء لعود الأحكام على من ظهرت على أيديهم.
فإذا نظرت إلى القدرة بدون حكمة: محقت الكائنات وشهدت قادرا وقدرة ليست غيرا.
فإذا من عليك بشهود الحكمة: شهدت الأواسط صدرت عن حكيم قادر منزه عن الحلول والزمان والمكان وتميزت مرتبتا واجب الوجود والممكن الوجود.
| الحكمة | القدرة |
| --- | --- |
| إثبات الكسب والاختيار للعبد وقوة التأثير للحادثات كل ذلك بإذنه تعالى. | رؤية الله تعالى متصرفا في خلقه كيف يشاء فالشئون الكائنة هى صور حقائق المشيئة ومعانى تخصيص الإرادة وأسرار حيطة العلم. |
| أن يضاف إلى الجوارح المجترحة، وينسب إلى الأدوات المكتسبة ما أجراه سبحانه عن معانى الحكمة ﴿أَفَرَأَيْتُمْ مَا تُمْنُونَ ۝٥٨ أَأَنْتُمْ تَخْلُقُونَهُ أَمْ نَحْنُ الْخَالِقُونَ ۝٥٩ نَحْنُ قَدَّرْنَا بَيْنَكُمُ الْمَوْتَ وَمَا نَحْنُ بِمَسْبُوقِينَ ۝٦٠﴾ [الواقعة:58–60] فأضاف إلينا ما لنا. | أن يضاف لله تعالى ما له سبحانه من الخلق والزرع والإنشاء والإنزال فيصف نفسه بكل ما كان من القدرة والإرادة لأنه المريد الأول والقادر الأعلى سبحانه وتعالى. |
| بَيَنَ الحكمة ونَسَبَ المشيئة للحوادث فقال ﴿إِنْ هُوَ إِلَّا ذِكْرٌ لِلْعَالَمِينَ ۝٢٧ لِمَنْ شَاءَ مِنْكُمْ أَنْ يَسْتَقِيمَ ۝٢٨﴾ [التكوير:27–28] ﴿كَلَّا إِنَّهَا تَذْكِرَةٌ ۝١١ فَمَنْ شَاءَ ذَكَرَهُ ۝١٢﴾ [عبس:11–12] وقال: مثبتا للأسباب: ﴿الَّذِي عَلَّمَ بِالْقَلَمِ ۝٤﴾ [العلق:4]                 | وأثبت مشاهدة القدرة في قوله: ﴿وَمَا تَشَاءُونَ إِلَّا أَنْ يَشَاءَ اللَّهُ رَبُّ الْعَالَمِينَ ۝٢٩﴾ [التكوير:29] ﴿وَمَا يَذْكُرُونَ إِلَّا أَنْ يَشَاءَ اللَّهُ هُوَ أَهْلُ التَّقْوَى وَأَهْلُ الْمَغْفِرَةِ ۝٥٦﴾ [المدثر:56] وقال في مشاهدة التوحيد ﴿الرَّحْمَنُ ۝١ عَلَّمَ الْقُرْآنَ ۝٢﴾ [الرحمن:1–2]                                                        |
| من شهد الحكمة وغفل عن القدرة ولم يذق حلاوة التوحيد فهو مشرك | من شهد القدرة وغفل عن الحكمة ولم ير عبدا فهو غاوي. |
| من شهد الحكمة فقط وقف عند الرسوم وبه الجحود فينسى نفسه ويهوى في مهاو الضلال لغفلته عن قدرة الكبير المتعال ﴿أَلَمْ تَعْلَمْ أَنَّ اللَّهَ لَهُ مُلْكُ السَّمَاوَاتِ وَالْأَرْضِ وَمَا لَكُمْ مِنْ دُونِ اللَّهِ مِنْ وَلِيٍّ وَلَا نَصِيرٍ ۝١٠٧﴾ [البقرة:107]                      | ومن شهد القدرة وتاه عن شهود الحكمة هلك لأنه يرى القدرة بدون حكمة فتخفى عنه المحدثات ويحكم بما يقول الفساق من وحدة الوجود والوجود ليست له وحدة إلا عند من أوقعهم الله في التيه. ﴿مَا نَنْسَخْ مِنْ آيَةٍ أَوْ نُنْسِهَا نَأْتِ بِخَيْرٍ مِنْهَا أَوْ مِثْلِهَا أَلَمْ تَعْلَمْ أَنَّ اللَّهَ عَلَى كُلِّ شَيْءٍ قَدِيرٌ ۝١٠٦﴾ [البقرة:106] |

## وصلات خارجية
- الإنسان مسير أو مخير - عبد الله رشدي
- هل خلق الله أفعال العباد إجباراً لهم؟ - محمد سعيد رمضان البوطي